# I. Thotmesz
I. Thotmesz (uralkodói nevén Aaheperkaré, ur.: kb. i. e. 1504 – i. e. 1492) az ókori egyiptomi XVIII. dinasztia harmadik fáraója. A gyermektelenül meghalt I. Amenhotepet követte a trónon. Származása nem ismert, feltételezhető, hogy vagy vér szerinti rokona az uralkodó dinasztiának, vagy házasság útján került a családba. Ő az első fáraó, aki bizonyítottan a Királyok völgyét választotta temetkezési helyül. Fia, II. Thotmesz, majd leánya, Hatsepszut követte a trónon.

## Családi háttere
Származása a homályba vész – szülei közül csak anyja, Szenszoneb neve ismert, akinek egyetlen címe: „a király anyja”, tehát nem lehetett az uralkodócsalád tagja. Lehetséges, hogy apja herceg volt; feltételezték, hogy talán Szekenenré Ta-aa fiatalon elhunyt fia, Jahmesz-Szipair volt az, akit szokatlanul sok helyen ábrázoltak és még nemzedékekkel később is tiszteletben tartottak annak ellenére, hogy nem lépett trónra. Ennek ellentmond, hogy Jahmesz-Szipair gyermekként halt meg. Ettől függetlenül elképzelhető, hogy a királyi család valamelyik tagja volt az apja.
Két feleségéről tudunk. Ahmesz volt a nagy királyi hitves, annak ellenére, hogy címei alapján Mutnofret tűnik előkelőbb származásúnak. Ahmesznek „a király testvére” címéről nem tudni, melyik fáraóra utal, lehetséges, hogy Amenhotepre, ebben az esetben viszont kérdéses, hogy akkor miért nem viseli sehol „a király leánya” címet, amit Mutnofret viselt. Lehetséges, hogy valójában Thotmesz testvére volt, és a fáraó trónra lépése után házasodtak össze, követve a hagyományt, mely Ozirisz és Ízisz házasságát tartotta példának, hogy a fáraó a testvérét veszi feleségül. Mutnofret valószínűleg I. Amenhotep testvére volt.
Gyermekei közül a két lánynak, Hatsepszutnak és Noferubitinek Ahmesz volt az anyja, Thotmesznek pedig Mutnofret. Thotmeszen kívül még legalább két fia ismert: az elsőszülött Amenmosze, valamint Uadzsmesz, akik még apjuk életében meghaltak. Egy esetleges további gyermek még Ramosze herceg. Ezekről a hercegekről nem tudni pontosan, ki volt az anyjuk, de valószínűbb, hogy Mutnofret alakja látszik mellettük a fáraó halotti templomában. Amennyiben igaz a feltételezés, hogy Ahmesz Thotmesz testvére volt és csak Thotmesz trónra lépésekor házasodtak össze, Amenmosze és Uadzsmesz nem lehettek Ahmesz gyermekei, mivel még apjuk uralkodása előtt kellett születniük.

## Uralkodása
Lehetséges, és a körülmények közt célszerűnek is tűnik, hogy I. Amenhotep még életében kinevezte Thotmeszt társuralkodónak, de erre az egyetlen bizonyíték Amenhotep karnaki kápolnája, melyben Thotmeszt uralkodóként ábrázolják, és nem lehet megállapítani, a kép még Amenhotep életében készült-e.

### Hadjáratai
Thotmesz núbiai hadjárata valószínűleg a 2.-3. uralkodási évben zajlott le. Sírja feliratain beszámol róla Jahmesz, Abana fia és Jahmesz Pennehbet, valamint Turi, a núbiai alkirály, illetve fennmaradt egy leírás egy királyfeliraton is a 3. katarakta közelében. Mikor hazafelé tartott, hajója orráról fejjel lefelé lógatta a núbiai főnök testét. A sikeres hadjárat véget vetett a Kerma központú kusita állam hatalmának, mely így nem fenyegette tovább Egyiptomot.
Ezt követte a rövid szíriai hadjárat, melynek leírása szintén fennmaradt Jahmesz, Abana fia és Jahmesz Pennehbet sírjában, valamint Hatsepszut is utal rá Deir el-Bahari-i templomában. Ekkor került Egyiptom először összeütközésbe az erősödő Mitanni vazallusaival. Az egyiptomi seregek egészen az Eufráteszig eljutottak, de nagyobb csatákra még nem került sor, lehetséges, hogy a fáraó úgy ítélte meg, az ellenfél túlerőben van.

### Építkezései

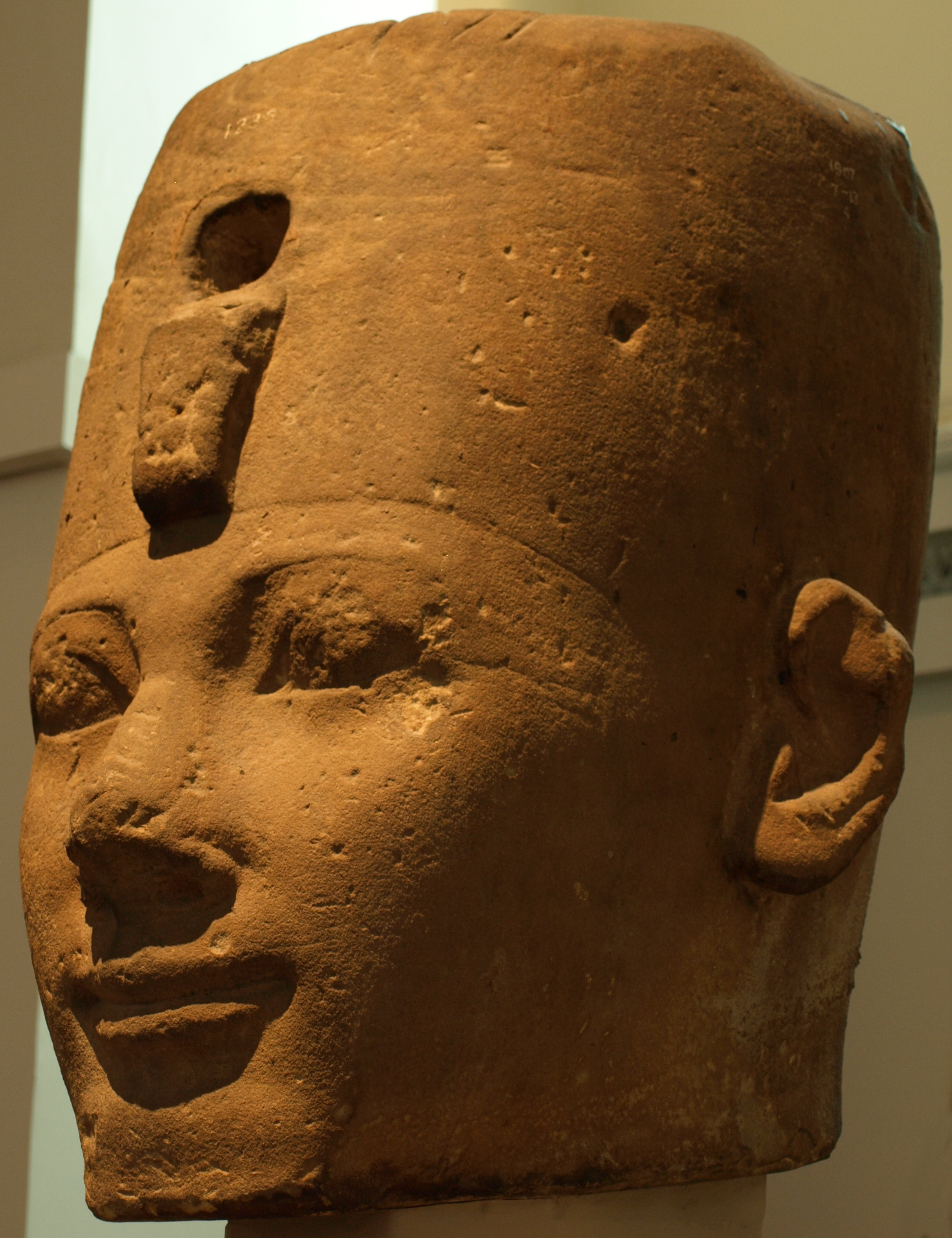
Valószínűleg I. Thotmeszt ábrázoló kora XVIII. dinasztia korabeli szobor Karnakból

Núbia legyőzésével Egyiptomra a legnagyobb veszély már nem délről, hanem keletről leselkedett, ahol Kádes, Mitanni és a hettiták egyesíteni kezdték erőiket. Thotmesz hatalmas kaszárnyát épített Memphiszben, ami jó katonai támaszpontként tudott funkcionálni a térségben.
A karnaki templomban Thotmesz folytatta az I. Amenhotep által megkezdett oszlopos körfolyosót, és két új pülónt emelt új bejáratnak, a mai negyedik és ötödik pülónt. Befejezte elődje alabástromkápolnájának díszítését is. A főbejárat elé két vörösgránit-obeliszket emeltetett aranyozott csúccsal; magasságuk 19,5 méteres volt. Ezek egyike ma is áll a karnaki Ámon-templomban; a 12. legmagasabb ma is álló ókori egyiptomi obeliszk a világon. Montu szentélykörzetétől keletre kis templomot emeltetett.
Fennmaradt a neve olyan fontos kultuszhelyeken is, mint Gíza és Abüdosz. Thotmesz valószínűleg hatalma legitimitását igyekezett hangsúlyozni azzal, hogy építkezett a királyok isteni kultuszának központjaiban. Abüdoszban, Ozirisz kultuszhelyén egy sztélé Ozirisz leszármazottjának nyilvánítja Thotmeszt; itt kezd kibontakozni a királynak az istentől való származását hangsúlyozó ideológia, mely Hatsepszut és III. Amenhotep uralkodása alatt még jelentősebbé válik.
Thotmesz főépítésze Ineni volt, aki már I. Amenhotep alatt is betöltötte ezt a posztot. Sírjában talált önéletrajza tanúsítja, hogy ő felügyelte a fáraó sírjának kialakítását is a Királyok völgyében.

## Sírja és feltételezett múmiája
Thotmesz kb. 12 évnyi uralkodás után hunyt el, nagyjából ötvenéves korában. Mint a család uralmának megalapozóját, utódai nagy tiszteletben tartották, különösen lánya, Hatsepszut, és unokája, III. Thotmesz, aki megvalósította Egyiptom ázsiai terjeszkedéséről szőtt terveit.
Még nem tudni pontosan, melyik sírt építtette magának Thotmesz és hol helyezték végső nyugalomra. Korábban a KV38-as sírt tartották annak a sírnak, amelyet Ineni felügyeletével építtetett, és ahová eltemették, későbbi vizsgálatok azonban a sírt III. Thotmesz idejére datálják. Lehetséges, hogy a Hatsepszut sírjaként is szolgáló KV20 volt az eredeti sírja, később pedig III. Thotmesz újratemettette a nagyobb és szebb kialakítású KV38-ban, ahol sárga kvarcitszarkofágot helyezett el számára. Eredeti koporsóját később, a XXI. dinasztia idején egy másik fáraó, I. Pinodzsem temetéséhez használták fel.
Az 1881-ben felfedezett DB320-as sírban talált egyik múmiát Gaston Maspero I. Thotmeszként azonosította a II. Thotmeszhez és III. Thotmeszhez való hasonlatossága alapján. A múmia kb. 155 cm magas volt (az egyiptomi férfiak átlagmagassága 166 cm volt). 2007-ben azonban röntgenvizsgálatok alapján kételyek merültek fel a múmia személyazonosságát illetően (körülbelül 30 évesen halt meg egy nyílvessző okozta sérülés következtében; túl fiatalnak tűnik ahhoz, hogy Thotmesz lehessen), és Zahi Hawass bejelentette, hogy valószínűleg téves volt az azonosítás.

## Név, titulatúra
A fáraók titulatúrájának magyarázatát és történetét lásd az Ötelemű titulatúra szócikkben.
| G5 |

| G5 |

| E1 · D40 | U6 | C10 |

| E1 · D40 | U6 | C10 |

| E1 · D40 | U6 | C10 |

| E1 · D40 | U6 | C10 |

| G5 |

| G5 |

| E1 · D40 | U6 | C10 |

| E1 · D40 | U6 | C10 |

| E1 · D40 | U6 | C10 |

| E1 · D40 | U6 | C10 |

| G16 |

| G16 |

| N28 · D36 | G17 · N35 | F20 · D21 · X1 | I13 | O29 · F9 · F9 |

| N28 · D36 | G17 · N35 | F20 · D21 · X1 | I13 | O29 · F9 · F9 |

| G16 |

| G16 |

| N28 · D36 | G17 · N35 | F20 · D21 · X1 | I13 | O29 · F9 · F9 |

| N28 · D36 | G17 · N35 | F20 · D21 · X1 | I13 | O29 · F9 · F9 |

| G8 |

| G8 |

| F35 | M4 | M4 | M4 | S29 | S34 | F34 · F34 · F34 |

| F35 | M4 | M4 | M4 | S29 | S34 | F34 · F34 · F34 |

| G8 |

| G8 |

| F35 | M4 | M4 | M4 | S29 | S34 | F34 · F34 · F34 |

| F35 | M4 | M4 | M4 | S29 | S34 | F34 · F34 · F34 |

| M23 | L2 |

| M23 | L2 |

| N5 · O29 | L1 | D28 |

| N5 · O29 | L1 | D28 |

| N5 · O29 | L1 | D28 |

| N5 · O29 | L1 | D28 |

| N5 · O29 | L1 | D28 |

| N5 · O29 | L1 | D28 |

| N5 · O29 | L1 | D28 |

| N5 · O29 | L1 | D28 |

| M23 | L2 |

| M23 | L2 |

| N5 · O29 | L1 | D28 |

| N5 · O29 | L1 | D28 |

| N5 · O29 | L1 | D28 |

| N5 · O29 | L1 | D28 |

| N5 · O29 | L1 | D28 |

| N5 · O29 | L1 | D28 |

| N5 · O29 | L1 | D28 |

| N5 · O29 | L1 | D28 |

| G39 | N5 | \| \| |
|     |    |       |

|  |

| G39 | N5 | \| \| |
|     |    |       |

|  |

| G26 | F31 | S29 |

| G26 | F31 | S29 |

| G26 | F31 | S29 |

| G26 | F31 | S29 |

| G26 | F31 | S29 |

| G26 | F31 | S29 |

| G26 | F31 | S29 |

| G26 | F31 | S29 |

| G39 | N5 | \| \| |
|     |    |       |

|  |

| G39 | N5 | \| \| |
|     |    |       |

|  |

| G26 | F31 | S29 |

| G26 | F31 | S29 |

| G26 | F31 | S29 |

| G26 | F31 | S29 |

| G26 | F31 | S29 |

| G26 | F31 | S29 |

| G26 | F31 | S29 |

| G26 | F31 | S29 |